# 莱登博恩
莱登博恩是德国莱茵兰-普法尔茨州的一个市镇。总面积5.58平方公里，总人口174人，其中男性88人，女性86人（2011年12月31日），人口密度31人/平方公里。